# 佐近田展康
佐近田 展康（さこんだ のぶやす、1961年 - ）は、プログラミング環境Max/MSPを中心とした音楽家/メディアアーティスト。兵庫県神戸市出身。

## 略歴
神戸大学ならびに大学院修了（社会学）。卒業後、西宮市職員を経て、2003年より名古屋学芸大学メディア造形学部映像メディア学科准教授。2010年より同大学教授。

## 主な活動
赤松正行との「ノイマンピアノ」、三輪眞弘と共に「フォルマント兄弟」として活動。メディアアート的なパフォーミング・ステージを各地で展開。
リアルタイム合成の「声」によるパフォーマンスを近年のテーマとしている。

## ソロCD
- 時計仕掛けのエルメス（2000年）　childisc/CHCD-022

## コンピレーションCD
- Maxバラエティショー!（1997年）
  - KAERU CAFÉ/KACA0019 ※「rodo」収録
- Room207（2003年）
  - Cirque/CQCD-007 ※「蝶が放たれた黒い革張りのベッド」収録
- 高橋アキ「ためらいのタンゴ ── タンゴコレクション1890～2005」（2006年）
  - カメラータ/CMCD-28105 ※「ニューセンチュリーソング（ピアノバージョン）」収録

## 著書

### 共著
- 「配信芸術論」三輪眞弘監修、岡田暁生編、著者：伊東信宏、岩崎秀雄、佐近田展康、佐藤淳二、瀬戸口明久、前田真二郎、松井茂、山﨑与次兵衛、アルテスパブリッシング、2023年 ISBN 978-4865592825

#### 「ノイマンピアノ」（赤松正行＋佐近田展康）名義の著書
- 「Maxの教科書」 2009年 ISBN 978-4845617029
- 「2061：Maxオデッセイ」 2006年 ISBN 978-4845613618
- 「トランスMaxエクスプレス」 2001年 ISBN 978-4845607112
- 「マジカルMaxツアー」 1996年 ISBN 978-4886484499